# Оскар за најбољи међународни филм
Оскар за најбољи међународни филм (енгл. Academy Award for Best International Feature Film), раније познат као Оскар за најбољи филм на страном језику, једна је од важнијих награда које додељује америчка Академија филмских уметности и наука (AMPAS). Додељује се играном филму продуцираном ван САД, са дијалозима који су претежно на неком другом језику осим енглеског.

## Историјат
На почетним доделама Оскара није било награде за најбољи страни филм.
До прве промене дошло је између 20. доделе (1947) и 28. доделе (1955), када је Академија додељивала почасне награде за најбољи страни филм приказан у САД. Међутим, ове награде не само да нису биле сталне (на 26. додели 1953. награда није додељена), већ нису биле ни резултат такмичења, будући да није било номинација и да је Академија једноставно објављивала име победника.
Тек од 29. доделе (1954) установљен је Оскар за најбољи страни филм, после чега је ова награда редовно додељивана, у стандардној процедури, након номинација и гласања.

### Коме се додељује
За разлику од осталих Академијиних награда, Оскар за најбољи страни филм се не додељује појединцу (чак ни редитељу или продуценту), већ одређеној земљи у целини.
Током година, од 59 Оскара (рачунајући и почасне награде додељиване до 1955) чак 50 их је додељено европским земљама, у шта се рачунају и 4 награде додељене Совјетском Савезу и његовим земљама наследницама. Осим Европе, добитници по континентима били су: Азија (4 Оскара, од чега три Јапану), Африка (3 Оскара) а два Оскара су додељена другим државама са америчког континента (Аргентина и Канада).
У једном случају награда је била подељена између две државе (награду за 1950. за филм Зидови Малапаге поделиле су Француска и Италија.
Иначе, Федерико Фелини држи незванични рекорд, будући да је режирао чак 4 филма који су награђени Оскаром за најбољи страни филм.

### Ко може бити кандидат
Други изузетак од осталих Оскара је и тај што филм не мора бити приказиван у САД да би конкурисао за награду. Уместо тога, филм мора бити приказан у некој земљи током одређеног временског периода дефинисаног правилима Академије, с тим да бар седам дана буде комерцијално приказиван у биоскопима. Период у којем филм мора бити приказиван није увек исти, с тим да је за 80. доделу Оскара (2007) тај период био закључно са 30. септембром 2007. године.
Додатни услов је и да већина дијалога у филму не сме бити на енглеском језику. Ово правило се ригорозно примењује и дешавало се да филм буде дисквалификован зато што има превише дијалога на енглеском (последњи такав случај био је израелски филм The Band's Visit из 2007). С друге стране, италијанском филму без икаквог дијалога Бал (1983) номинација није била оспорена.
Додатни дисквалификујући фактори могу бити то што је филм приказан на ТВ-у или видеу пре него у биоскопима (случај холандског филма из 2004, Плава птица), или процена Академије да земља која је номиновала филм није имала довољно удела у његовом стварању. Овај потоњи случај није тако редак, а последњи пут је забележен 2007. када је одбијена кандидатура тајванског филма Lust, Caution. Случај је изазвао изненађење на Тајвану, где су сматрали да је тајвански утицај био исто толики и у случају филма Притајени тигар, скривени змај, који је неку годину пре тога добио Оскара за најбољи страни филм. Након неприхватања кандидатуре овог филма, Тајвану је дозвољено да кандидује други филм. Иначе, дисквалификације по овом основу по правилу се дешавају у предноминационој фази, а једини случај да је филм дисквалификован након номинације био је уругвајски филм Место у свету (1992).
Почев од 79. доделе (2006) филм може бити на језику који није домаћи у одређеној земљи. До ове измене правила је дошло након дисквалификације италијанског филма Private (2004), до које је дошло јер главни језици у филму (арапски и хебрејски) нису домаћи језици у Италији. На овај начин омогућено је Канади да добије номинацију за филм Вода (2005), снимљеном на хиндију. До тада је Канада могла да конкурише само са филмовима снимљеним на француском, јер други домаћи језик (енглески) не долази у обзир за кандидатуру за страни филм. Измена овог правила и даље не омогућава америчким филмовима снимљеним на не-енглеском језику да конкуришу, зато што ови филмови не испуњавају други услов (земља порекла не сме бити САД), па тако у обзир за награду није дошао филм на јапанском Писма са Иво Џиме (2006) или Апокалипто (2006) снимљен на мајатан језику.
Изузетак од последњег правила су прекоморске територије САД, тако да је један филм са Порторика чак био и номинован на додели за 1989, иако становници Порторика од 1971. имају америчко држављанство.

### Поступак кандидатуре и номиновања
Свака земља има право да кандидује само један филм. Избор филма мора да изврши тело састављено од припадника филмске индустрије, чија имена морају бити достављена Академији.
Након што филм са енглеским титловима буде достављен Академији, чланови Комитета за награду за страни филм тајним гласањем бирају пет филмова који ће бити номиновани за награду. Победник се бира између номинованих филмова а право гласа имају сви чланови Академије који су присуствовали пројекцијама свих пет номинованих филмова. Члановима који су номиноване филмове гледали на видео-касети или ДВД-у није дозвољено да гласају.
Ова процедура је донекле измењена за 79. доделу (2006), утолико што је процес номиновања постао двостепен и по први пут је листа од девет предноминованих филмова објављена недељу дана пре званичне објаве номинација. Након тога, 30-члани комитет (који обавезно укључује и 10 чланова са пребивалиштем у Њујорку) проводи три дана гледајући девет номинованих филмова, да би затим коначно изабрао пет филмова који стичу статус номинованих.

### Прималац награде
Као што је већ речено, за разлику од Оскара за најбољи филм (који се додељује продуценту), Оскар за најбољи страни филм се не додељује ниједном конкретном појединцу, већ земљи у целини. У складу с тим, Оскар додељен канадском филму Инвазија варвара (2003) све донедавно је био изложен у Музеју цивилизације у Квебеку.
Тренутно важећа правила Академије кажу да се награда додељује филму а да је „прима” редитељ „у име креативних талената филма”. У складу с тим, не сматра се да је награда додељена редитељу.
Ипак, постојао је и један изузетак од овог правила. На 29. додели (1956) у номинације у овој категорији била су укључена и имена продуцената. У складу са тим, не сматра се да је Федерико Фелини добио такмичарског Оскара (иако су 4 његова филма добила Оскар за најбољи страни филм), док се продуценти његовог филма Улица (1954), Дино де Лаурентис и Карло Понти сматрају реципијентима Оскара за овај филм, будући да су им имена била изричито наведена уз номинацију.

### Критике и контроверзе
Будући да свака земља самостално одређује кандидата у складу са сопственим правилима, дешава се да национални избор прате оптужбе за пристрасност.
Друга контроверза и чест предмет критике је правило „једна држава, један филм”, посебно често нападано од филмских стваралаца. Иако ово правило омогућава малим државама да буду примећене на великој филмској сцени, оно истовремено онемогућава велике кинематографије да конкуришу са више остварења, посебно у годинама када се истовремено појави неколико одличних филмова. На пример, Француска је 2007. морала да бира између филма Живот у ружичастом (за који је Марион Котијар чак добила Оскар за најбољу глумицу) и филма Персеполис, који су оба побрали скоро једнака признања у другим категоријама.
Постоји и проблем са филмовима у чије стварање је укључен већи број држава, тако да се не може одредити ниједна која је претежна. Из ових разлога филм Дневник мотоциклисте (2004) није могао да буде номинован за најбољи страни филм, иако је добио велики број других награда, укључујући и Оскаре за најбољу оригиналну песму и најбољи адаптирани сценарио.
Последњих година постоје полемике и око појма држава. На пример, палестински филм Божанска интервенција (2002), који је зарадио велика признања критике, није могао да буде кандидован зато што Палестина тада није била држава. Будући да се раније дешавало да буду номиновани филмови чије су земље порекла били Хонгконг или Порторико, следиле су оптужбе за двоструке стандарде од стране пропалестинских активиста. Ствари чини још занимљивијим то што је три године касније други палестински филм Paradise Now (2005) успео да добије номинацију за најбољи страни филм, после чега су следили протести јеврејског лобија који се противио употреби речи „Палестина” — након чега је Академија као државу порекла уместо Палестине означила „Палестинску Самоуправу”, што је осудио редитељ Хани Абу-Асад. Штавише, на самој церемонији доделе, најављивач Вил Смит је рекао да је филм са „Територије Палестине”.

## Добитници и номиновани

### Објашњења у вези листа
У табелама које следе, године су означене у складу са конвенцијом коју примењује Академија и углавном се поклапају са годином у којој је филм први пут приказан. Церемоније доделе су одржаване наредне године у односу на наведену.
Филмови у првој табели чији су називи болдирани и у светлоплавој боји су они који су добили почасну награду. Они који су пак болдирани и у светложутој боји, добитници су такмичарског Оскара у овој категорији. Филмови који нису ни болдирани ни са обојеном подлогом су они који су били номиновани. Табела увек показује добитника Оскара на почетку, после чега следе номиновани. У табели су дата и имена редитеља и језик којим се претежно говори у филму, иако ови елементи нису били укључени у званичне номинације. Када има неколико језика у филму, поређани су тако што се најпре наводи најзаступљенији и тако редом. Када оригинални назив садржи нероманска слова, називи су најпре транскрибовани у латинични алфабет, после чега се наводе у оригиналу. Филмови из Југославије имају називе дате и латиницом и ћирилицом, будући да су то била равноправна писма у земљи. Кинески филмски наслови су романизовани по пинјин систему, да би се потом користила слова земље која је кандидовала филм (традиционални кинески за филмове из Хонгконга и са Тајвана, а упрошћени кинески за филмове из Кине).
Држава означава земљу која је службено кандидовала филм, при чему ова земља није нужно и земља која је имала највећи удео у производњи филма. Заставе које се налазе поред назива земаља су важеће заставе у време церемоније доделе.

### Табела добитника и номинованих
| Год. (№)  | Наслов филма на номинацији Наслов филма на српском                             | Оригинални наслов                                                                                  | Земља кандидовања                | Редитељ(и)                                          | Језик/ци                                                                        |
| --------- | ------------------------------------------------------------------------------ | -------------------------------------------------------------------------------------------------- | -------------------------------- | --------------------------------------------------- | ------------------------------------------------------------------------------- |
| 1947 (20) | Shoe-Shine Чистачи ципела                                                      | Sciuscià                                                                                           | Италија                          | Виторио де Сика                                     | Италијански (делови на енглеском)                                               |
| 1948 (21) | Monsieur Vincent Господин Венсан                                               | Monsieur Vincent                                                                                   | Француска                        | Морис Клош                                          | Француски                                                                       |
| 1949 (22) | The Bicycle Thief Крадљивци бицикла                                            | Ladri di biciclette                                                                                | Италија                          | Виторио де Сика                                     | Италијански                                                                     |
| 1950 (23) | The Walls of Malapaga Зидови Малапаге                                          | Француски: Au-delà des grilles Италијански: Le mura di Malapaga                                    | {копродукција} Француска Италија | Рене Клеман                                         | Француски (делови на италијанском)                                              |
| 1951 (24) | Rashomon Рашомон                                                               | Rashômon 羅生門                                                                                    | Јапан                            | Акира Куросава                                      | Јапански                                                                        |
| 1952 (25) | Forbidden Games Забрањене игре                                                 | Jeux interdits                                                                                     | Француска                        | Рене Клеман                                         | Француски                                                                       |
| 1953 (26) | — (награда није додељена)                                                      | — (награда није додељена)                                                                          | — (награда није додељена)        | — (награда није додељена)                           | — (награда није додељена)                                                       |
| 1954 (27) | Gate of Hell Врата пакла                                                       | Jigokumon 地獄門                                                                                   | Јапан                            | Теиносуке Кинугаса                                  | Јапански                                                                        |
| 1955 (28) | Samurai, The Legend of Musashi Самурај                                         | Miyamoto Musashi 宮本武蔵                                                                          | Јапан                            | Хироши Инагаки                                      | Јапански                                                                        |
| 1956 (29) | La strada Улица                                                                | La strada                                                                                          | Италија                          | Федерико Фелини                                     | Италијански                                                                     |
| 1956 (29) | The Captain of Köpenick                                                        | Der Hauptmann von Köpenick                                                                         | Западна Немачка                  | Хелмут Којтнер                                      | Немачки                                                                         |
| 1956 (29) | Gervaise Жервез                                                                | Gervaise                                                                                           | Француска                        | Рене Клеман                                         | Француски                                                                       |
| 1956 (29) | Harp of Burma Бурманска харфа                                                  | Biruma no tategoto ビルマの竪琴                                                                    | Јапан                            | Кон Ичикава                                         | Јапански                                                                        |
| 1956 (29) | Qivitoq                                                                        | Qivitoq                                                                                            | Данска                           | Ерик Балинг                                         | Дански (делови на гренландском)                                                 |
| 1957 (30) | The Nights of Cabiria Кабиријине ноћи                                          | Le notti di Cabiria                                                                                | Италија                          | Федерико Фелини                                     | Италијански                                                                     |
| 1957 (30) | The Devil Came at Night                                                        | Nachts, wenn der Teufel kam                                                                        | Западна Немачка                  | Роберт Сиодмак                                      | Немачки                                                                         |
| 1957 (30) | Gates of Paris                                                                 | Porte des Lilas                                                                                    | Француска                        | Рене Клер                                           | Француски                                                                       |
| 1957 (30) | Mother India                                                                   | Bharat Mata भारत माता                                                                                 | Индија                           | Мебуб Кан                                           | Хинди                                                                           |
| 1957 (30) | Nine Lives                                                                     | Ni liv                                                                                             | Норвешка                         | Арне Скуен                                          | Норвешки                                                                        |
| 1958 (31) | My Uncle Мој ујак                                                              | Mon oncle                                                                                          | Француска                        | Жак Тати                                            | Француски                                                                       |
| 1958 (31) | Arms and the Man                                                               | Helden                                                                                             | Западна Немачка                  | Франц Петер Вирт                                    | Немачки                                                                         |
| 1958 (31) | La Venganza                                                                    | La venganza                                                                                        | Шпанија                          | Хуан Антонио Бардем                                 | Шпански                                                                         |
| 1958 (31) | The Road a Year Long Цеста дуга годину дана                                    | Италијански: La strada lunga un anno Српскохрватски: Cesta duga godinu dana Цеста дуга годину дана | Југославија                      | Ђузепе Де Сантис                                    | Италијански                                                                     |
| 1958 (31) | The Usual Unidentified Thieves Обично непознати лопови                         | I soliti ignoti                                                                                    | Италија                          | Марио Моничели                                      | Италијански                                                                     |
| 1959 (32) | Black Orpheus Црни Орфеј                                                       | Orfeu Negro                                                                                        | Француска                        | Марсел Ками                                         | Португалски                                                                     |
| 1959 (32) | The Bridge                                                                     | Die Brücke                                                                                         | Западна Немачка                  | Бернард Вики                                        | Немачки (делови на енглеском)                                                   |
| 1959 (32) | The Great War                                                                  | La grande guerra                                                                                   | Италија                          | Марио Моничели                                      | Италијански                                                                     |
| 1959 (32) | Paw                                                                            | Paw                                                                                                | Данска                           | Астрид Хенинг-Јенсен                                | Дански                                                                          |
| 1959 (32) | The Village on the River                                                       | Dorp aan de rivier                                                                                 | Холандија                        | Фонс Радемакерс                                     | Холандски                                                                       |
| 1960 (33) | The Virgin Spring Девичански извор                                             | Jungfrukällan                                                                                      | Шведска                          | Ингмар Бергман                                      | Шведски (делови на немачком)                                                    |
| 1960 (33) | Kapò                                                                           | Kapò                                                                                               | Италија                          | Ђило Понтекорво                                     | Италијански                                                                     |
| 1960 (33) | La Vérité Истина                                                               | La Vérité                                                                                          | Француска                        | Анри Жорж Клузо                                     | Француски                                                                       |
| 1960 (33) | Macario                                                                        | Macario                                                                                            | Мексико                          | Роберто Гавалдон                                    | Шпански                                                                         |
| 1960 (33) | The Ninth Circle Девети круг                                                   | Deveti krug Девети круг                                                                            | Југославија                      | Франце Штиглиц                                      | Српскохрватски                                                                  |
| 1961 (34) | Through a Glass Darkly Кроз тамно огледало                                     | Såsom i en spegel                                                                                  | Шведска                          | Ингмар Бергман                                      | Шведски                                                                         |
| 1961 (34) | Harry and the Butler                                                           | Harry og kammertjeneren                                                                            | Данска                           | Бент Кристенсен                                     | Дански                                                                          |
| 1961 (34) | Immortal Love                                                                  | Eien no hito 永遠の人                                                                              | Јапан                            | Кеисуке Киношита                                    | Јапански                                                                        |
| 1961 (34) | The Important Man                                                              | Ánimas Trujano (El hombre importante)                                                              | Мексико                          | Исмаел Родригез                                     | Шпански                                                                         |
| 1961 (34) | Plácido                                                                        | Plácido                                                                                            | Шпанија                          | Луис Гарсија Берланга                               | Шпански                                                                         |
| 1962 (35) | Sundays and Cybele Недеље у граду Аврају                                       | Les Dimanches de Ville d'Avray                                                                     | Француска                        | Серж Бургињон                                       | Француски                                                                       |
| 1962 (35) | Electra                                                                        | Ilektra Ηλέκτρα                                                                                    | Грчка                            | Михаел Какојанис                                    | Грчки                                                                           |
| 1962 (35) | The Four Days of Naples                                                        | Le quattro giornate di Napoli                                                                      | Италија                          | Нани Лој                                            | Италијански                                                                     |
| 1962 (35) | Keeper of Promises (The Given Word)                                            | O Pagador de Promessas                                                                             | Бразил                           | Анселмо Дуарте                                      | Португалски                                                                     |
| 1962 (35) | Tlayucan                                                                       | Tlayucan                                                                                           | Мексико                          | Луис Алкориза                                       | Шпански                                                                         |
| 1963 (36) | Federico Fellini's 8½ Осам и по                                                | 8½                                                                                                 | Италија                          | Федерико Фелини                                     | Италијански (делови на енглеском, француском и немачком)                        |
| 1963 (36) | Knife in the Water Нож у води                                                  | Nóż w wodzie                                                                                       | Пољска                           | Роман Полански                                      | Пољски                                                                          |
| 1963 (36) | Los Tarantos                                                                   | Los Tarantos                                                                                       | Шпанија                          | Франсиско Ровира Белета                             | Шпански                                                                         |
| 1963 (36) | The Red Lanterns                                                               | Ta Kokkina fanaria Τα κόκκινα φανάρια                                                              | Грчка                            | Василис Јоргадис                                    | Грчки                                                                           |
| 1963 (36) | Twin Sisters of Kyoto                                                          | Koto 古都                                                                                          | Јапан                            | Нобору Накамура                                     | Јапански                                                                        |
| 1964 (37) | Yesterday, Today and Tomorrow Јуче, данас, сутра                               | Ieri, oggi, domani                                                                                 | Италија                          | Виторио де Сика                                     | Италијански                                                                     |
| 1964 (37) | Raven's End                                                                    | Kvarteret Korpen                                                                                   | Шведска                          | Бо Видерберг                                        | Шведски                                                                         |
| 1964 (37) | Sallah                                                                         | Sallah Shabati סאלח שבתי                                                                           | Израел                           | Ефраим Кишон                                        | Хебрејски                                                                       |
| 1964 (37) | The Umbrellas of Cherbourg Шербуршки кишобрани                                 | Les Parapluies de Cherbourg                                                                        | Француска                        | Жак Деми                                            | Француски                                                                       |
| 1964 (37) | Woman in the Dunes Жена на песку                                               | Suna no onna 砂の女                                                                                | Јапан                            | Хироши Тешигахара                                   | Јапански                                                                        |
| 1965 (38) | The Shop on Main Street Трговина на корзу                                      | Obchod na korze                                                                                    | Чехословачка                     | {корежисери} Јан Кадар Елмар Клос                   | Словачки (делови на немачком)                                                   |
| 1965 (38) | Blood on the Land                                                              | To Homa vaftike kokkino Το χώμα βάφτηκε κόκκινο                                                    | Грчка                            | Василис Јоргадис                                    | Грчки                                                                           |
| 1965 (38) | Dear John                                                                      | Käre John                                                                                          | Шведска                          | Ларс-Магнус Линдгрен                                | Шведски                                                                         |
| 1965 (38) | Kwaidan Страшне приче                                                          | Kaidan 怪談                                                                                        | Јапан                            | Масаки Кобајаши                                     | Јапански                                                                        |
| 1965 (38) | Marriage Italian Style Брак на италијански начин                               | Matrimonio all'italiana                                                                            | Италија                          | Виторио де Сика                                     | Италијански                                                                     |
| 1966 (39) | A Man and a Woman Један човек и једна жена                                     | Un homme et une femme                                                                              | Француска                        | Клод Лелуш                                          | Француски                                                                       |
| 1966 (39) | The Battle of Algiers Битка за Алжир                                           | Француски: La Bataille d'Alger Италијански: La battaglia di Algeri                                 | Италија                          | Ђило Пинтекорво                                     | Француски, арапски (делови на енглеском и италијанском)                         |
| 1966 (39) | Loves of a Blonde Љубави једне плавуше                                         | Lásky jedné plavovlásky                                                                            | Чехословачка                     | Милош Форман                                        | Чешки                                                                           |
| 1966 (39) | Pharaoh Фараон                                                                 | Faraon                                                                                             | Пољска                           | Јержи Кавалерович                                   | Пољски                                                                          |
| 1966 (39) | Three Три                                                                      | Tri Три                                                                                            | Југославија                      | Александар Петровић                                 | Српскохрватски                                                                  |
| 1967 (40) | Closely Watched Trains Строго контролисани возови                              | Ostře sledované vlaky                                                                              | Чехословачка                     | Јиржи Менцел                                        | Чешки (делови на немачком)                                                      |
| 1967 (40) | El Amor Brujo                                                                  | El amor brujo                                                                                      | Шпанија                          | Франсиско Ровира Белета                             | Шпански                                                                         |
| 1967 (40) | I Even Met Happy Gypsies Скупљачи перја                                        | Skupljači perja Скупљачи перја                                                                     | Југославија                      | Александар Петровић                                 | Српскохрватски (делови на ромском)                                              |
| 1967 (40) | Live for Life Живети ради живота                                               | Vivre pour vivre                                                                                   | Француска                        | Клод Лелуш                                          | Француски                                                                       |
| 1967 (40) | Portrait of Chieko                                                             | Chieko-sho 智恵子抄                                                                                | Јапан                            | Нобору Накамура                                     | Јапански                                                                        |
| 1968 (41) | War and Peace Рат и мир                                                        | Voyna i mir Война и мир                                                                            | Совјетски Савез                  | Сергеј Бондарчук                                    | Руски                                                                           |
| 1968 (41) | The Boys of Paul Street Дечаци Павлове улице                                   | A Pál-utcai fiúk                                                                                   | Мађарска                         | Золтан Фабри                                        | Мађарски                                                                        |
| 1968 (41) | The Firemen's Ball Гори, моја госпођице                                        | Hoří, má panenko                                                                                   | Чехословачка                     | Милош Форман                                        | Чешки                                                                           |
| 1968 (41) | The Girl with the Pistol                                                       | La ragazza con la pistola                                                                          | Италија                          | Марио Моничели                                      | Италијански (делови на енглеском)                                               |
| 1968 (41) | Stolen Kisses Украдени пољупци                                                 | Baisers volés                                                                                      | Француска                        | Франсоа Трифо                                       | Француски                                                                       |
| 1969 (42) | Z Зед                                                                          | Z                                                                                                  | Алжир                            | Коста-Гаврас                                        | Француски                                                                       |
| 1969 (42) | Ådalen '31                                                                     | Ådalen 31                                                                                          | Шведска                          | Бо Видерберг                                        | Шведски                                                                         |
| 1969 (42) | The Battle of Neretva Битка на Неретви                                         | Bitka na Neretvi Битка на Неретви                                                                  | Југославија                      | Вељко Булајић                                       | Српскохрватски (делови на енглеском)                                            |
| 1969 (42) | The Brothers Karamazov Браћа Карамазови                                        | Bratya Karamazovy Братья Карамазовы                                                                | Совјетски Савез                  | {корежисери} Кирил Лавров Иван Пирјев Михаил Уљанов | Руски                                                                           |
| 1969 (42) | My Night with Maud Ноћ код госпођице Мод                                       | Ma nuit chez Maud                                                                                  | Француска                        | Ерик Ремер                                          | Француски                                                                       |
| 1970 (43) | Investigation of a Citizen Above Suspicion Истрага над беспрекорним грађанином | Indagine su un cittadino al di sopra di ogni sospetto                                              | Италија                          | Елио Петри                                          | Италијански                                                                     |
| 1970 (43) | First Love                                                                     | Erste Liebe                                                                                        | Швајцарска                       | Максимилијан Шел                                    | Немачки                                                                         |
| 1970 (43) | Hoa-Binh                                                                       | Hoa-Binh                                                                                           | Француска                        | Раул Кутар                                          | Француски                                                                       |
| 1970 (43) | Paix Sur Les Champs                                                            | Paix sur les champs                                                                                | Белгија                          | Жаук Боажло                                         | Француски                                                                       |
| 1970 (43) | Tristana Тристана                                                              | Tristana                                                                                           | Шпанија                          | Луис Буњуел                                         | Шпански                                                                         |
| 1971 (44) | The Garden of the Finzi Continis Врт Финци-Континијевих                        | Il giardino dei Finzi-Contini                                                                      | Италија                          | Виторио де Сика                                     | Италијански                                                                     |
| 1971 (44) | Dodes'ka-Den Додескаден                                                        | Dodesukaden どですかでん                                                                           | Јапан                            | Акира Куросава                                      | Јапански                                                                        |
| 1971 (44) | The Emigrants Емигранти                                                        | Utvandrarna                                                                                        | Шведска                          | Јан Троел                                           | Шведски                                                                         |
| 1971 (44) | The Policeman                                                                  | Ha-Shoter Azulai השוטר אזולאי                                                                      | Израел                           | Ефраим Кишон                                        | Хебрејски                                                                       |
| 1971 (44) | Tchaikovsky                                                                    | Chaykovskiy Чайковский                                                                             | Совјетски Савез                  | Игор Таланкин                                       | Руски                                                                           |
| 1972 (45) | The Discreet Charm of the Bourgeoisie Дискретни шарм буржоазије                | Le Charme discret de la bourgeoisie                                                                | Француска                        | Луис Буњуел                                         | Француски (делови на шпанском)                                                  |
| 1972 (45) | The Dawns Here Are Quiet                                                       | A zori zdes tikhie А зори здесь тихие                                                              | Совјетски Савез                  | Станислав Ростоцки                                  | Руски                                                                           |
| 1972 (45) | I Love You Rosa                                                                | Ani Ohev Otach Rosa אני אוהב אותך רוזה                                                             | Израел                           | Моше Мизрахи                                        | Хебрејски                                                                       |
| 1972 (45) | My Dearest Señorita                                                            | Mi querida señorita                                                                                | Шпанија                          | Хаиме де Армињан                                    | Шпански                                                                         |
| 1972 (45) | The New Land                                                                   | Nybyggarna                                                                                         | Шведска                          | Јан Троел                                           | Шведски (делови на енглеском)                                                   |
| 1973 (46) | Day for Night Америчка ноћ                                                     | La Nuit américaine                                                                                 | Француска                        | Франсоа Трифо                                       | Француски (делови на енглеском)                                                 |
| 1973 (46) | The House on Chelouche Street                                                  | Ha-Bayit Berechov Chelouche הבית ברחוב שלוש                                                        | Израел                           | Моше Мизрахи                                        | Хебрејски                                                                       |
| 1973 (46) | The Invitation                                                                 | L'Invitation                                                                                       | Швајцарска                       | Клод Горета                                         | Француски                                                                       |
| 1973 (46) | The Pedestrian                                                                 | Der Fußgänger                                                                                      | Западна Немачка                  | Максимилијан Шел                                    | Немачки (делови на енглеском и француском)                                      |
| 1973 (46) | Turkish Delight Ратлук                                                         | Turks Fruit                                                                                        | Холандија                        | Паул Ферхуфен                                       | Холандски                                                                       |
| 1974 (47) | Amarcord Амаркорд                                                              | Amarcord                                                                                           | Италија                          | Федерико Фелини                                     | Италијански (делови на грчком)                                                  |
| 1974 (47) | Cats' Play                                                                     | Macskajáték                                                                                        | Мађарска                         | Карољ Мак                                           | Мађарски                                                                        |
| 1974 (47) | The Deluge                                                                     | Potop                                                                                              | Пољска                           | Јержи Хофман                                        | Пољски                                                                          |
| 1974 (47) | Lacombe, Lucien Лакомб Лисијен                                                 | Lacombe Lucien                                                                                     | Француска                        | Луј Мал                                             | Француски (делови на енглеском и немачком)                                      |
| 1974 (47) | The Truce                                                                      | La tregua                                                                                          | Аргентина                        | Серхио Ренан                                        | Шпански                                                                         |
| 1975 (48) | Dersu Uzala Дерсу Узала                                                        | Dersu Uzala Дерсу Узала                                                                            | Совјетски Савез                  | Акира Куросава                                      | Руски                                                                           |
| 1975 (48) | Land of Promise Обећана земља                                                  | Ziemia obiecana                                                                                    | Пољска                           | Анджеј Вајда                                        | Пољски (делови на немачком)                                                     |
| 1975 (48) | Letters from Marusia                                                           | Actas de Marusia                                                                                   | Мексико                          | Мигел Литин                                         | Шпански                                                                         |
| 1975 (48) | Sandakan No. 8                                                                 | Sandakan hachibanshokan bohkyo サンダカン八番娼館 望郷                                             | Јапан                            | Кеи Кумаи                                           | Јапански (делови на малајском)                                                  |
| 1975 (48) | Scent of a Woman Мирис жене                                                    | Profumo di donna                                                                                   | Италија                          | Дино Ризи                                           | Италијански                                                                     |
| 1976 (49) | Black and White in Color Црно-бело у колору                                    | La Victoire en chantant                                                                            | Обала Слоноваче                  | Жан-Жак Ано                                         | Француски                                                                       |
| 1976 (49) | Cousin, Cousine Рођак, рођака                                                  | Cousin, cousine                                                                                    | Француска                        | Жан-Шарл Ташела                                     | Француски                                                                       |
| 1976 (49) | Jacob, the Liar                                                                | Jakob, der Lügner                                                                                  | Источна Немачка                  | Франк Бејер                                         | Немачки                                                                         |
| 1976 (49) | Nights and Days                                                                | Noce i dnie                                                                                        | Пољска                           | Јержи Анчак                                         | Пољски                                                                          |
| 1976 (49) | Seven Beauties Пасквалино лепотан                                              | Pasqualino Settebellezze                                                                           | Италија                          | Лина Вертмилер                                      | Италијански                                                                     |
| 1977 (50) | Madame Rosa Мадам Роза                                                         | La Vie devant soi                                                                                  | Француска                        | Моше Мизрахи                                        | Француски                                                                       |
| 1977 (50) | Iphigenia                                                                      | Ifigeneia Ιφιγένεια                                                                                | Грчка                            | Михаел Какојанис                                    | Грчки                                                                           |
| 1977 (50) | Operation Thunderbolt                                                          | Mivtsa Yonatan מבצע יונתן                                                                          | Израел                           | Менахем Голан                                       | Хебрејски (делови на арапском, енглеском и немачком)                            |
| 1977 (50) | A Special Day Један изузетан дан                                               | Una giornata particolare                                                                           | Италија                          | Еторе Скола                                         | Италијански                                                                     |
| 1977 (50) | That Obscure Object of Desire Тај мрачни предмет жеља                          | француски: Cet obscur objet du désir Шпански: Ese oscuro objeto del deseo                          | Шпанија                          | Луис Буњуел                                         | Француски (делови на шпанском)                                                  |
| 1978 (51) | Get Out Your Handkerchiefs Припремите марамице                                 | Préparez vos mouchoirs                                                                             | Француска                        | Бертран Блије                                       | Француски                                                                       |
| 1978 (51) | The Glass Cell                                                                 | Die gläserne Zelle                                                                                 | Западна Немачка                  | Ханс В. Гајсендерфер                                | Немачки                                                                         |
| 1978 (51) | Hungarians                                                                     | Magyarok                                                                                           | Мађарска                         | Золтан Фабри                                        | Мађарски                                                                        |
| 1978 (51) | Viva Italia!                                                                   | I nuovi mostri                                                                                     | Италија                          | {корежисери} Марио Моничели Дино Ризи Еторе Скола   | Италијански                                                                     |
| 1978 (51) | White Bim Black Ear                                                            | Belyy Bim – Chyornoe ukho Белый Бим Чёрное ухо                                                     | Совјетски Савез                  | Станислав Ростоцки                                  | Руски                                                                           |
| 1979 (52) | The Tin Drum Лимени добош                                                      | Die Blechtrommel                                                                                   | Западна Немачка                  | Фолкер Шлендорф                                     | Немачки (делови на хебрејском, италијанском, пољском и руском)                  |
| 1979 (52) | The Maids of Wilko Госпођице из Вилка                                          | Panny z Wilka                                                                                      | Пољска                           | Анджеј Вајда                                        | Пољски                                                                          |
| 1979 (52) | Mama Turns a Hundred                                                           | Mamá cumple cien años                                                                              | Шпанија                          | Карлос Саура                                        | Шпански                                                                         |
| 1979 (52) | A Simple Story Сасвим обична прича                                             | Une histoire simple                                                                                | Француска                        | Клод Соте                                           | Француски (делови на енглеском)                                                 |
| 1979 (52) | To Forget Venice                                                               | Dimenticare Venezia                                                                                | Италија                          | Франко Брусати                                      | Италијански                                                                     |
| 1980 (53) | Moscow Does Not Believe in Tears Москва сузама не верује                       | Moskva slezam ne verit Москва слезам не верит                                                      | Совјетски Савез                  | Владимир Мењшов                                     | Руски                                                                           |
| 1980 (53) | Confidence                                                                     | Bizalom                                                                                            | Мађарска                         | Иштван Сабо                                         | Мађарски                                                                        |
| 1980 (53) | Kagemusha (The Shadow Warrior) Кагемуша                                        | Kagemusha 影武者                                                                                   | Јапан                            | Акира Куросава                                      | Јапански                                                                        |
| 1980 (53) | The Last Metro Последњи метро                                                  | Le Dernier Métro                                                                                   | Француска                        | Франсоа Трифо                                       | Француски (делови на немачком)                                                  |
| 1980 (53) | The Nest                                                                       | El nido                                                                                            | Шпанија                          | Хаиме де Армињан                                    | Шпански (делови на енглеском)                                                   |
| 1981 (54) | Mephisto Мефисто                                                               | Mephisto                                                                                           | Мађарска                         | Иштван Сабо                                         | Немачки (делови на енглеском и мађарском)                                       |
| 1981 (54) | The Boat Is Full Чамац је пун                                                  | Das Boot ist voll                                                                                  | Швајцарска                       | Маркус Имхоф                                        | Немачки                                                                         |
| 1981 (54) | Man of Iron Човек од гвожђа                                                    | Człowiek z żelaza                                                                                  | Пољска                           | Анджеј Вајда                                        | Пољски                                                                          |
| 1981 (54) | Muddy River                                                                    | Doro no kawa 泥の河                                                                                | Јапан                            | Кохеи Огури                                         | Јапански                                                                        |
| 1981 (54) | Three Brothers Три брата                                                       | Tre fratelli                                                                                       | Италија                          | Франческо Роси                                      | Италијански                                                                     |
| 1982 (55) | Volver a Empezar ('To Begin Again') Почети изнова                              | Volver a empezar                                                                                   | Шпанија                          | Хосе Луис Гарси                                     | Шпански (делови на енглеском)                                                   |
| 1982 (55) | Alsino and the Condor                                                          | Alsino y el cóndor                                                                                 | Никарагва                        | Мигел Литин                                         | Шпански                                                                         |
| 1982 (55) | Coup de Torchon ('Clean Slate') Млаћење                                        | Coup de torchon                                                                                    | Француска                        | Бертран Таверније                                   | Француски (делови на енглеском)                                                 |
| 1982 (55) | The Flight of the Eagle                                                        | Ingenjör Andrées luftfärd                                                                          | Шведска                          | Јан Троел                                           | Шведски (делови на енглеском и француском)                                      |
| 1982 (55) | Private Life Приватни живот                                                    | Chastnaya zhizn Частная жизнь                                                                      | Совјетски Савез                  | Јулиј Рајзман                                       | Руски                                                                           |
| 1983 (56) | Fanny и Alexander Фани и Александар                                            | Fanny och Alexander                                                                                | Шведска                          | Ингмар Бергман                                      | Шведски (делови на енглеском, немачком и јидишу)                                |
| 1983 (56) | Carmen                                                                         | Carmen                                                                                             | Шпанија                          | Карлос Саура                                        | Шпански                                                                         |
| 1983 (56) | Entre Nous                                                                     | Coup de foudre                                                                                     | Француска                        | Дијане Кирис                                        | Француски                                                                       |
| 1983 (56) | Job's Revolt                                                                   | Jób lázadása                                                                                       | Мађарска                         | {корежисери} Имре Ђенђеши Барна Кабај               | Мађарски                                                                        |
| 1983 (56) | Le Bal Бал                                                                     | Le Bal                                                                                             | Алжир                            | Еторе Скола                                         | — (без дијалога)                                                                |
| 1984 (57) | Dangerous Moves Опасни потези                                                  | La Diagonale du fou                                                                                | Швајцарска                       | Ришар Дембо                                         | Француски                                                                       |
| 1984 (57) | Beyond the Walls                                                               | Me'Ahorei Hasoragim מאחורי הסורגים                                                                 | Израел                           | Ури Барбаш                                          | Хебрејски                                                                       |
| 1984 (57) | Camila                                                                         | Camila                                                                                             | Аргентина                        | Марија Луиса Бемберг                                | Шпански                                                                         |
| 1984 (57) | Double Feature                                                                 | Sesión continua                                                                                    | Шпанија                          | Хосе Луис Гарси                                     | Шпански                                                                         |
| 1984 (57) | Wartime Romance Ратна романса                                                  | Voenno-polevoy roman Военно-полевой роман                                                          | Совјетски Савез                  | Пјотр Тодоровски                                    | Руски                                                                           |
| 1985 (58) | The Official Story Званична верзија                                            | La historia oficial                                                                                | Аргентина                        | Луис Пуензо                                         | Шпански                                                                         |
| 1985 (58) | Angry Harvest                                                                  | Bittere Ernte                                                                                      | Западна Немачка                  | Ањешка Холанд                                       | Немачки                                                                         |
| 1985 (58) | Colonel Redl Пуковник Редл                                                     | Redl ezredes                                                                                       | Мађарска                         | Иштван Сабо                                         | Немачки                                                                         |
| 1985 (58) | Three Men and a Cradle Три мушкарца и колевка                                  | Trois Hommes et un couffin                                                                         | Француска                        | Колин Серо                                          | Француски                                                                       |
| 1985 (58) | When Father Was Away on Business Отац на службеном путу                        | Otac na službenom putu Отац на службеном путу                                                      | Југославија                      | Емир Кустурица                                      | Српскохрватски                                                                  |
| 1986 (59) | The Assault Напад                                                              | De Aanslag                                                                                         | Холандија                        | Фонс Радемакерс                                     | Холандски (делови на енглеском и немачком)                                      |
| 1986 (59) | Betty Blue Бети Блу                                                            | 37°2 le matin                                                                                      | Француска                        | Жан-Жак Бенекс                                      | Француски                                                                       |
| 1986 (59) | The Decline of the American Empire Пад америчког царства                       | Le Déclin de l'empire américain                                                                    | Канада                           | Дени Аркан                                          | Француски                                                                       |
| 1986 (59) | My Sweet Little Village Село моје мало                                         | Vesničko má středisková                                                                            | Чехословачка                     | Јиржи Менцел                                        | Чешки                                                                           |
| 1986 (59) | '38'                                                                           | 38 – Auch das war Wien                                                                             | Аустрија                         | Волфганг Глик                                       | Немачки                                                                         |
| 1987 (60) | Babette's Feast Бабетина гозба                                                 | Babettes gæstebud                                                                                  | Данска                           | Габријел Аксел                                      | Дански (делови на француском и шведском)                                        |
| 1987 (60) | Au Revoir Les Enfants (Goodbye, Children) До виђења, децо                      | Au revoir les enfants                                                                              | Француска                        | Луј Мал                                             | Француски (делови на енглеском и немачком)                                      |
| 1987 (60) | Course Completed                                                               | Asignatura aprobada                                                                                | Шпанија                          | Хосе Луис Гарси                                     | Шпански                                                                         |
| 1987 (60) | The Family                                                                     | La famiglia                                                                                        | Италија                          | Еторе Скола                                         | Италијански (делови на енглеском)                                               |
| 1987 (60) | Pathfinder                                                                     | Лапонски: Ofelaš Норвешки: Veiviseren                                                              | Норвешка                         | Нилс Гауп                                           | Лапонски                                                                        |
| 1988 (61) | Pelle the Conqueror Пеле освајач                                               | Pelle Erobreren                                                                                    | Данска                           | Биле Аугуст                                         | Дански (делови на сканијском и шведском)                                        |
| 1988 (61) | Hanussen                                                                       | Hanussen                                                                                           | Мађарска                         | Иштван Сабо                                         | Мађарски (делови на немачком)                                                   |
| 1988 (61) | The Music Teacher                                                              | Le maître de musique                                                                               | Белгија                          | Жерар Корбије                                       | Немачки (делови на енглеском, француском и италијанском)                        |
| 1988 (61) | Salaam Bombay! Салам, Бомбај!                                                  | Salaam Bombay! सलाम बॉम्बे                                                                             | Индија                           | Мира Наир                                           | Хинди (делови на енглеском)                                                     |
| 1988 (61) | Women on the Verge of a Nervous Breakdown Жене на ивици нервног слома          | Mujeres al borde de un ataque de nervios                                                           | Шпанија                          | Педро Алмодовар                                     | Шпански                                                                         |
| 1989 (62) | Cinema Paradiso Биоскоп Парадизо                                               | Nuovo cinema Paradiso                                                                              | Италија                          | Ђузепе Торнаторе                                    | Италијански (делови на енглеском и португалском)                                |
| 1989 (62) | Camille Claudel                                                                | Camille Claudel                                                                                    | Француска                        | Бруно Нитен                                         | Француски                                                                       |
| 1989 (62) | Jesus of Montreal Исус из Монтреала                                            | Jésus de Montréal                                                                                  | Канада                           | Дени Аркан                                          | Француски                                                                       |
| 1989 (62) | Waltzing Regitze                                                               | Dansen med Regitze                                                                                 | Данска                           | Каспар Роструп                                      | Дански                                                                          |
| 1989 (62) | What Happened to Santiago                                                      | Lo que le pasó a Santiago                                                                          | Порторико                        | Jacobo Morales                                      | Шпански                                                                         |
| 1990 (63) | Journey of Hope Пут наде                                                       | Reise der Hoffnung                                                                                 | Швајцарска                       | Ксавијер Колер                                      | Немачки (делови на турском)                                                     |
| 1990 (63) | Cyrano de Bergerac Сирано де Бержерак                                          | Cyrano de Bergerac                                                                                 | Француска                        | Жан-Пол Рапно                                       | Француски                                                                       |
| 1990 (63) | Ju Dou Ђу Доу                                                                  | Jú Dòu 菊豆                                                                                        | Кина                             | {корежисери} Џанг Јимоу Јанг Фенглианг              | Мандарински                                                                     |
| 1990 (63) | The Nasty Girl                                                                 | Das schreckliche Mädchen                                                                           | Немачка                          | Михаел Ферхофен                                     | Немачки                                                                         |
| 1990 (63) | Open Doors                                                                     | Porte aperte                                                                                       | Италија                          | Ђани Амелио                                         | Италијански                                                                     |
| 1991 (64) | Mediterraneo Медитеранео                                                       | Mediterraneo                                                                                       | Италија                          | Габријеле Салваторес                                | Италијански (делови на енглеском, грчком и турском)                             |
| 1991 (64) | Children of Nature                                                             | Börn náttúrunnar                                                                                   | Исланд                           | Friðrik Þór Friðriksson                             | Исландски (делови на енглеском)                                                 |
| 1991 (64) | The Elementary School                                                          | Obecná škola                                                                                       | Чехословачка                     | Јан Сверак                                          | Чешки                                                                           |
| 1991 (64) | The Ox                                                                         | Oxen                                                                                               | Шведска                          | Свен Никвист                                        | Шведски                                                                         |
| 1991 (64) | Raise the Red Lantern                                                          | Dà Hóng Dēnglóng Gāogāo Guà 大紅燈籠高高掛                                                         | Хонгконг                         | Џанг Јимоу                                          | Мандарински                                                                     |
| 1992 (65) | Indochine Индокина                                                             | Indochine                                                                                          | Француска                        | Режис Варњије                                       | Француски (делови на вијетнамском)                                              |
| 1992 (65) | Close to Eden Урга                                                             | Urga Урга                                                                                          | Русија                           | Никита Михалков                                     | Руски (делови на мандаринском и монголском)                                     |
| 1992 (65) | Daens                                                                          | Daens                                                                                              | Белгија                          | Стајн Конинкс                                       | Холандски (делови на француском, латинском и шпанском)                          |
| 1992 (65) | A Place in the World                                                           | Un lugar en el mundo                                                                               | Уругвај                          | Адолфо Аристараин                                   | Шпански                                                                         |
| 1992 (65) | Schtonk!                                                                       | Schtonk!                                                                                           | Немачка                          | Хелмут Дитл                                         | Немачки                                                                         |
| 1993 (66) | Belle Époque Златно доба                                                       | Belle Époque                                                                                       | Шпанија                          | Фернандо Труеба                                     | Шпански                                                                         |
| 1993 (66) | Farewell My Concubine Збогом, моја конкубино                                   | Bàwáng Bié Jī 霸王別姬                                                                             | Хонгконг                         | Чен Кајге                                           | Мандарински                                                                     |
| 1993 (66) | Hedd Wyn                                                                       | Hedd Wyn                                                                                           | Уједињено Краљевство             | Пол Тернер                                          | Велшки (делови на енглеском)                                                    |
| 1993 (66) | The Scent of Green Papaya                                                      | Mùi đu đủ xanh                                                                                     | Вијетнам                         | Trần Anh Hùng                                       | Вијетнамски                                                                     |
| 1993 (66) | The Wedding Banquet Свадбени банкет                                            | Xǐyàn 喜宴                                                                                         | Тајван                           | Анг Ли                                              | Мандарински (делови на енглеском)                                               |
| 1994 (67) | Burnt by the Sun Варљиво сунце                                                 | Utomlyonnye solntsem Утомлённые солнцем                                                            | Русија                           | Никита Михалков                                     | Руски (делови на француском)                                                    |
| 1994 (67) | Before the Rain Пре кише                                                       | Pred dozhdot Пред дождот                                                                           | Македонија                       | Милчо Манчевски                                     | Македонски (делови на албанском и енглеском)                                    |
| 1994 (67) | Eat Drink Man Woman Храна, пиће, човек, жена                                   | yǐn shí nán nǚ 飲食男女                                                                            | Тајван                           | Анг Ли                                              | Мандарински                                                                     |
| 1994 (67) | Farinelli: Il Castrato Кастрат Фаринели                                        | Farinelli                                                                                          | Белгија                          | Жерар Корбије                                       | Француски (делови на италијанском)                                              |
| 1994 (67) | Strawberry and Chocolate Јагоде и чоколада                                     | Fresa y chocolate                                                                                  | Куба                             | {корежисери} Томас Гутијерез Алеа Хуан Карлос Табио | Шпански                                                                         |
| 1995 (68) | Antonia's Line Антонијина линија                                               | Antonia                                                                                            | Холандија                        | Марлен Горис                                        | Холандски                                                                       |
| 1995 (68) | All Things Fair                                                                | Lust och fägring stor                                                                              | Шведска                          | Бо Видерберг                                        | Шведски (делови на енглеском, португалском и шпанском)                          |
| 1995 (68) | Dust of Life                                                                   | Poussières de vie                                                                                  | Алжир                            | Рашис Бушареб                                       | Француски                                                                       |
| 1995 (68) | O Quatrilho                                                                    | O Quatrilho                                                                                        | Бразил                           | Фабио Барето                                        | Португалски (делови на италијанском)                                            |
| 1995 (68) | The Star Maker                                                                 | L'uomo delle stelle                                                                                | Италија                          | Ђузепе Торнаторе                                    | Италијански                                                                     |
| 1996 (69) | Kolya Коља                                                                     | Kolja                                                                                              | Чешка                            | Јан Сверак                                          | Чешки (делови на руском и словачком)                                            |
| 1996 (69) | A Chef in Love Заљубљени кувар                                                 | Shekvarebuli kulinaris ataserti retsepti შეყვარებული კულინარის 1001 რეცეპტი                        | Грузија                          | Нана Дзордзадзе                                     | Грузијски (делови на француском и руском)                                       |
| 1996 (69) | The Other Side of Sunday                                                       | Søndagsengler                                                                                      | Норвешка                         | Berit Nesheim                                       | Норвешки                                                                        |
| 1996 (69) | Prisoner of the Mountains                                                      | Kavkazskiy plennik Кавказский пленник                                                              | Русија                           | Сергеј Бодров                                       | Руски (делови на чеченском и турском)                                           |
| 1996 (69) | Ridicule                                                                       | Ridicule                                                                                           | Француска                        | Патрис Леконт                                       | Француски                                                                       |
| 1997 (70) | Character Карактер                                                             | Karakter                                                                                           | Холандија                        | Mike van Diem                                       | Холандски (делови на енглеском, француском и немачком)                          |
| 1997 (70) | Beyond Silence                                                                 | Jenseits der Stille                                                                                | Немачка                          | Каролине Линк                                       | Немачки (делови на енглеском, немачком језику глувонемих и шпанском)            |
| 1997 (70) | Four Days in September                                                         | O que É Isso, Companheiro?                                                                         | Бразил                           | Бруно Барето                                        | Португалски (делови на енглеском)                                               |
| 1997 (70) | Secrets of the Heart                                                           | Secretos del corazón                                                                               | Шпанија                          | Мончо Армендариз                                    | Шпански                                                                         |
| 1997 (70) | The Thief Лопов                                                                | Vor Вор                                                                                            | Русија                           | Павел Чухрај                                        | Руски                                                                           |
| 1998 (71) | Life Is Beautiful Живот је леп                                                 | La vita è bella                                                                                    | Италија                          | Роберто Бенињи                                      | Италијански (делови на енглеском и немачком)                                    |
| 1998 (71) | Central Station                                                                | Central do Brasil                                                                                  | Бразил                           | Валтер Салес                                        | Португалски (делови на немачком)                                                |
| 1998 (71) | Children of Heaven                                                             | Bacheha-Ye aseman بچه های آسمان                                                                    | Иран                             | Маџид Маџиди                                        | Персијски                                                                       |
| 1998 (71) | The Grandfather                                                                | El abuelo                                                                                          | Шпанија                          | Хосе Луис Гарси                                     | Шпански                                                                         |
| 1998 (71) | Tango                                                                          | Tango, no me dejes nunca                                                                           | Аргентина                        | Карлос Саура                                        | Шпански                                                                         |
| 1999 (72) | All About My Mother Све о мојој мајци                                          | Todo sobre mi madre                                                                                | Шпанија                          | Педро Алмодовар                                     | Шпански (делови на каталонском и енглеском)                                     |
| 1999 (72) | Caravan                                                                        | Himalaya, l'enfance d'un chef                                                                      | Непал                            | Ерик Вали                                           | Тибетански (делови на немачком)                                                 |
| 1999 (72) | East/West Исток-запад                                                          | Est-Ouest                                                                                          | Француска                        | Режис Варњије                                       | Француски (делови на руском)                                                    |
| 1999 (72) | Solomon and Gaenor                                                             | Solomon a Gaenor                                                                                   | Уједињено Краљевство             | Пол Морисон                                         | Велшки (делови на јидишу)                                                       |
| 1999 (72) | Under the Sun                                                                  | Under solen                                                                                        | Шведска                          | Колин Натли                                         | Шведски                                                                         |
| 2000 (73) | Crouching Tiger, Hidden Dragon Притајени тигар, скривени змај                  | Wòhǔ Cánglóng 臥虎藏龍                                                                             | Тајван                           | Анг Ли                                              | Мандарински                                                                     |
| 2000 (73) | Amores Perros                                                                  | Amores perros                                                                                      | Мексико                          | Алехандро Гонсалес Ињариту                          | Шпански                                                                         |
| 2000 (73) | Divided We Fall                                                                | Musíme si pomáhat                                                                                  | Чешка                            | Jan Hřebejk                                         | Чешки (делови на немачком)                                                      |
| 2000 (73) | Everybody Famous!                                                              | Iedereen beroemd!                                                                                  | Белгија                          | Доминик Деридер                                     | Холандски (делови на енглеском и шпанском)                                      |
| 2000 (73) | The Taste of Others                                                            | Le Goût des autres                                                                                 | Француска                        | Agnès Jaoui                                         | Француски                                                                       |
| 2001 (74) | No Man's Land Ничија земља                                                     | Ničija zemlja                                                                                      | Босна и Херцеговина              | Данис Тановић                                       | Бошњачки (делови на српском, енглеском, француском и немачком)                  |
| 2001 (74) | Amélie Чудесна судбина Амелије Пулен                                           | Le Fabuleux Destin d'Amélie Poulain                                                                | Француска                        | Жан-Пјер Жене                                       | Француски                                                                       |
| 2001 (74) | Elling                                                                         | Elling                                                                                             | Норвешка                         | Петер Нес                                           | Норвешки                                                                        |
| 2001 (74) | Lagaan                                                                         | Lagaan लगान                                                                                         | Индија                           | Ашутош Говарикер                                    | Хинди (делови на авадхију и енглеском)                                          |
| 2001 (74) | Son of the Bride                                                               | El hijo de la novia                                                                                | Аргентина                        | Хуан Х. Кампанела                                   | Шпански                                                                         |
| 2002 (75) | Nowhere in Africa Нигде у Африци                                               | Nirgendwo in Afrika                                                                                | Немачка                          | Каролине Линк                                       | Немачки (делови на енглеском и свахилију)                                       |
| 2002 (75) | El Crimen del Padre Amaro                                                      | El crimen del padre Amaro                                                                          | Мексико                          | Карлос Карера                                       | Шпански                                                                         |
| 2002 (75) | Hero                                                                           | Yīngxióng 英雄                                                                                     | Кина                             | Џанг Јимоу                                          | Мандарински                                                                     |
| 2002 (75) | The Man Without a Past                                                         | Mies vailla menneisyyttä                                                                           | Финска                           | Аки Каурисмаки                                      | Фински                                                                          |
| 2002 (75) | Zus и Zo                                                                       | Zus и Zo                                                                                           | Холандија                        | Паула ван дер Ест                                   | Холандски (делови на енглеском, француском и португалском)                      |
| 2003 (76) | The Barbarian Invasions Инвазија варвара                                       | Les Invasions barbares                                                                             | Канада                           | Дени Аркан                                          | Француски (делови на енглеском)                                                 |
| 2003 (76) | Evil                                                                           | Ondskan                                                                                            | Шведска                          | Микаел Хофстрем                                     | Шведски (делови на финском)                                                     |
| 2003 (76) | The Twilight Samurai                                                           | Tasogare Seibei たそがれ清兵衛                                                                     | Јапан                            | Јоџи Јамада                                         | Јапански                                                                        |
| 2003 (76) | Twin Sisters                                                                   | De Tweeling                                                                                        | Холандија                        | Бен Сомбогарт                                       | Холандски (делови на енглеском, француском и немачком)                          |
| 2003 (76) | Želary                                                                         | Želary                                                                                             | Чешка                            | Онджеј Тројан                                       | Чешки (делови на немачком и руском)                                             |
| 2004 (77) | The Sea Inside Унутрашње море                                                  | Mar adentro                                                                                        | Шпанија                          | Алехандро Аменабар                                  | Шпански (делови на каталонском и галицијском)                                   |
| 2004 (77) | As It Is in Heaven                                                             | Så som i himmelen                                                                                  | Шведска                          | Кај Полак                                           | Шведски (делови на енглеском и италијанском)                                    |
| 2004 (77) | The Chorus (Les Choristes)                                                     | Les Choristes                                                                                      | Француска                        | Кристоф Баратје                                     | Француски                                                                       |
| 2004 (77) | Downfall                                                                       | Der Untergang                                                                                      | Немачка                          | Оливер Хиршбигел                                    | Немачки (делови на руском)                                                      |
| 2004 (77) | Yesterday                                                                      | Yesterday                                                                                          | Јужна Африка                     | Дарел Рот                                           | Зулу                                                                            |
| 2005 (78) | Tsotsi Цоци                                                                    | Tsotsi                                                                                             | Јужна Африка                     | Гејвин Худ                                          | Цоцитал (делови на африкансу и енглеском)                                       |
| 2005 (78) | Don't Tell                                                                     | La bestia nel cuore                                                                                | Италија                          | Кристина Коменчини                                  | Италијански (делови на енглеском)                                               |
| 2005 (78) | Joyeux Noël                                                                    | Joyeux Noël                                                                                        | Француска                        | Кристијан Карион                                    | Француски (делови на енглеском, немачком и латинском)                           |
| 2005 (78) | Paradise Now                                                                   | Al-Jannah al'ān الجنة الآن                                                                         | Палестина                        | Хани Абу Асад                                       | Арапски                                                                         |
| 2005 (78) | Sophie Scholl – The Final Days                                                 | Sophie Scholl – Die letzten Tage                                                                   | Немачка                          | Марк Ротемунд                                       | Немачки                                                                         |
| 2006 (79) | The Lives of Others Животи других                                              | Das Leben der Anderen                                                                              | Немачка                          | Флоријан Хенкел фон Донерсмарк                      | Немачки                                                                         |
| 2006 (79) | After the Wedding                                                              | Efter brylluppet                                                                                   | Данска                           | Сузан Бир                                           | Дански (делови на енглеском, Хинди и шведском)                                  |
| 2006 (79) | Days of Glory (Indigènes)                                                      | Indigènes                                                                                          | Алжир                            | Рашид Бушареб                                       | Француски (делови на арапском)                                                  |
| 2006 (79) | Pan's Labyrinth Панов лавиринт                                                 | El laberinto del fauno                                                                             | Мексико                          | Гиљермо дел Торо                                    | Шпански                                                                         |
| 2006 (79) | Water                                                                          | Water वाटर                                                                                          | Канада                           | Дипа Мехта                                          | Хинди                                                                           |
| 2007 (80) | The Counterfeiters Фалсификатори                                               | Die Fälscher                                                                                       | Аустрија                         | Штефан Рузовицки                                    | Немачки                                                                         |
| 2007 (80) | 12                                                                             | 12                                                                                                 | Русија                           | Никита Михалков                                     | Руски                                                                           |
| 2007 (80) | Beaufort                                                                       | Beaufort בופור                                                                                     | Израел                           | Joseph Cedar                                        | Хебрејски                                                                       |
| 2007 (80) | Katyń                                                                          | Katyń                                                                                              | Пољска                           | Анджеј Вајда                                        | Пољски                                                                          |
| 2007 (80) | Mongol                                                                         | Mongol Монгол                                                                                      | Казахстан                        | Сергеј Бодров                                       | Монголски                                                                       |
| 2008 (81) | Одласци                                                                        | Okuribito おくりびと                                                                               | Јапан                            | Јоџиро Такита                                       | Јапански                                                                        |
| 2008 (81) | The Baader Meinhof Complex Комплекс Бадер Мајнхоф                              | Der Baader Meinhof Komplex                                                                         | Немачка                          | Ули Едел                                            | Немачки (делови на енглеском, француском и шведском)                            |
| 2008 (81) | The Class                                                                      | Entre les murs                                                                                     | Француска                        | Лоран Канте                                         | Француски                                                                       |
| 2008 (81) | Revanche                                                                       | Revanche                                                                                           | Аустрија                         | Гец Шпилман                                         | Немачки (делови на руском)                                                      |
| 2008 (81) | Валцер са Баширом                                                              | Vals Im Bashir ואלס עם באשיר                                                                       | Израел                           | Ари Фолман                                          | Хебрејски (делови на немачком и енглеском)                                      |
| 2009 (82) | Тајна у њиховим очима                                                          | El secreto en sus ojos                                                                             | Аргентина                        | Хуан Хосе Кампанеља                                 | Шпански                                                                         |
| 2009 (82) |                                                                                | | Израел                           | Скандар Копти Јарон Шани                            | Арапски (делови на хебрејском)                                                  |
| 2009 (82) | The Milk of Sorrow                                                             | La teta asustada                                                                                   | Перу                             | Клаудија Љоса                                       | Шпански (делови на језику кечуа)                                                |
| 2009 (82) | A Prophet                                                                      | Un prophète                                                                                        | Француска                        | Жак Одијар                                          | Француски (делови на корзиканском и арапском)                                   |
| 2009 (82) | Бела трака                                                                     | Das weiße Band                                                                                     | Немачка                          | Михаел Ханеке                                       | Немачки                                                                         |
| 2010 (83) | У бољем свету                                                                  | Hævnen                                                                                             | Данска                           | Сузан Бир                                           | Дански (делови на шведском и енглеском)                                         |
| 2010 (83) | Прелепо                                                                        | | Мексико                          | Алехандро Гонсалес Ињариту                          | Шпански (делови на мандаринском и језику волоф)                                 |
| 2010 (83) | Dogtooth                                                                       | Kynodontas Κυνόδοντας                                                                              | Грчка                            | Јоргос Лантимос                                     | Грчки                                                                           |
| 2010 (83) | Incendies Згаришта                                                             | Incendies                                                                                          | Канада                           | Дени Вилнев                                         | Француски (делови на арапском)                                                  |
| 2010 (83) |                                                                                | Hors-la-loi                                                                                        | Алжир                            | Рашир Букаред                                       | Арапски (делови на француском)                                                  |
| 2011 (84) | Развод Надера и Симин                                                          | Jodái-e Náder az Simin جدایی نادر از سیمین                                                         | Иран                             | Асгар Фархади                                       | Персијски                                                                       |
| 2011 (84) | Рундскоп                                                                       | | Белгија                          | Микаел Роскам                                       | Холандски (делови на француском и лимбуршком)                                   |
| 2011 (84) | Белешка                                                                        | הערת שוליים                                                                                        | Израел                           | Јосеф Седар                                         | Хебрејски                                                                       |
| 2011 (84) | У тами                                                                         | | Пољска                           | Агњешка Холанд                                      | Пољски (делови на немачком, јидишу и украјинском)                               |
| 2011 (84) | Господин Лазар                                                                 | | Канада                           | Филип Фалардо                                       | Француски                                                                       |
| 2012 (85) | Љубав                                                                          | Amour                                                                                              | Аустрија                         | Михаел Ханеке                                       | француски (у једном моменту енглески)                                           |
| 2012 (85) | Кон-Тики                                                                       | | Норвешка                         | {корежисери} Јоаким Ренинг Еспен Сандберг           | Норвешки (делови на енглеском)                                                  |
| 2012 (85) | Не                                                                             | | Чиле                             | Пабло Лараин                                        | Шпански                                                                         |
| 2012 (85) | Краљевска афера                                                                | | Данска                           | Николај Арсел                                       | Дански                                                                          |
| 2012 (85) | Ратна вештица                                                                  | | Канада                           | Ким Нгујен                                          | Француски                                                                       |
| 2013 (86) | Велика лепота                                                                  | La grande bellezza                                                                                 | Италија                          | Паоло Сорентино                                     | Италијански                                                                     |
| 2013 (86) | Отворени круг                                                                  | | Белгија                          | Феликс ван Грунинген                                | Холандски                                                                       |
| 2013 (86) | Лов                                                                            | | Данска                           | Томас Витенберг                                     | Дански                                                                          |
| 2013 (86) | Нестала слика                                                                  | | Камбоџа                          | Ритхи Пан                                           | Француски                                                                       |
| 2013 (86) | Омар                                                                           | عمر                                                                                                | Палестина                        | Хани Абу-Асад                                       | Арапски                                                                         |
| 2014 (87) | Ида                                                                            | Ida                                                                                                | Пољска                           | Павел Павликовски                                   | Пољски                                                                          |
| 2014 (87) | Левијатан                                                                      | Левиафан                                                                                           | Русија                           | Андреј Звјагинцев                                   | Руски                                                                           |
| 2014 (87) | Мандарине                                                                      | | Естонија                         | Заза Урушадзе                                       | Руски (делови на грузијском и естонском)                                        |
| 2014 (87) | Дивље приче                                                                    | | Аргентина                        | Дамијан Сифрон                                      | Шпански                                                                         |
| 2014 (87) | Тимбукту                                                                       | | Мауританија                      | Абдерахман Сисако                                   | Француски (делови на арапском, тамашеку, бамбари и енглеском)                   |
| 2015 (88) | Шаулов син                                                                     | Saul fia                                                                                           | Мађарска                         | Ласло Немеш                                         | Мађарски (делови на јидишу, немачком и пољском)                                 |
| 2015 (88) | Загрљај змије                                                                  | | Колумбија                        | Сиро Гера                                           | Шпански (делови на португалском, немачком, каталонском, латинском и амазонском) |
| 2015 (88) | Мустанг                                                                        | | Француска                        | Дениз Гамзе Ергувен                                 | Турски                                                                          |
| 2015 (88) | Вук                                                                            | ذيب                                                                                                | Јордан                           | Нажи Абу Нуарин                                     | Арапски                                                                         |
| 2015 (88) | Рат                                                                            | | Данска                           | Тобијас Линдхолм                                    | Дански                                                                          |
| 2016 (89) | Трговачки путник                                                               | Forushandeh فروشنده                                                                                | Иран                             | Асгар Фархади                                       | Персијски                                                                       |
| 2016 (89) | Моја земља                                                                     | | Данска                           | Мартин Зандвлијет                                   | Дански, немачки                                                                 |
| 2016 (89) | Човек звани Уве                                                                | | Шведска                          | Ханес Холм                                          | Шведски                                                                         |
| 2016 (89) | Тана                                                                           | | Аустралија                       | Мартин Батлер Бентли Дин                            | Наувхал                                                                         |
| 2016 (89) | Тони Ердман                                                                    | | Немачка                          | Марен Аде                                           | Немачки                                                                         |
| 2017 (90) | Фантастична жена                                                               | Una Mujer Fantástica                                                                               | Чиле                             | Себастијан Лелио                                    | Шпански                                                                         |
| 2017 (90) | О телу и души                                                                  | | Мађарска                         | Илдико Ењеди                                        | Мађарски                                                                        |
| 2017 (90) | Увреда                                                                         | | Либан                            | Зијад Дуеириј                                       | Арапски                                                                         |
| 2017 (90) | Без љубави                                                                     | | Русија                           | Андреј Звјагинцев                                   | Руски                                                                           |
| 2017 (90) | Сквер                                                                          | | Шведска                          | Рубен Остлунд                                       | Енглески Шведски Дански                                                         |

### Успех појединих земаља

#### Југославија
Шест филмова из Југославије (два у ФНРЈ, четири у СФРЈ) било је номиновано за ову награду, али ниједан филм је није добио. То су филмови:
- 1958: Цеста дуга годину дана
- 1960: Девети круг
- 1966: Три
- 1967: Скупљачи перја
- 1969: Битка на Неретви
- 1985: Отац на службеном путу

Александар Петровић је једини редитељ са простора СФРЈ са два филма на овој листи: Три и Скупљачи перја.

#### Учешће свих земаља (територија)
Следећа табела показује укупан број награда и номинација за сваку земљу, односно територију. Табела је у складу са Академијином конвенцијом да се не сабира учинак земаља претходница и наследница, тако да је њихов учинак исказан одвојено.
До 2016. године, 118 земаља је аплицирало са најмање једним филмом.
| №   | Земља апликант          | Број филмова | Број филмова | Број филмова | Број филмова | Р      |
| №   | Земља апликант          | П            | Н            | А            | ∑            | Р      |
| --- | ----------------------- | ------------ | ------------ | ------------ | ------------ | ------ |
| 001 | Италија[а]              | 14           | 31           | 63           | 108          | [ 2 ]  |
| 002 | Француска[б]            | 12           | 39           | 63           | 114          | [ 3 ]  |
| 003 | Шпанија                 | 4            | 19           | 59           | 82           | [ 4 ]  |
| 004 | Јапан[в]                | 4            | 15           | 63           | 82           | [ 5 ]  |
| 005 | Шведска                 | 3            | 15           | 55           | 73           | [ 6 ]  |
| 006 | Данска                  | 3            | 12           | 54           | 69           | [ 7 ]  |
| 007 | Совјетски Савез[г]      | 3            | 9            | 24           | 36           | [ 8 ]  |
| 008 | Холандија               | 3            | 7            | 49           | 59           | [ 9 ]  |
| 009 | Немачка[д]              | 2            | 10           | 26           | 38           | [ 10 ] |
| 010 | Мађарска                | 2            | 9            | 52           | 63           | [ 11 ] |
| 011 | Аргентина               | 2            | 7            | 43           | 52           | [ 12 ] |
| 012 | Чехословачка[ђ]         | 2            | 6            | 23           | 31           | [ 13 ] |
| 013 | Швајцарска              | 2            | 5            | 44           | 51           | [ 14 ] |
| 014 | Аустрија                | 2            | 4            | 40           | 46           | [ 15 ] |
| 015 | Иран                    | 2            | 3            | 22           | 27           | [ 16 ] |
| 016 | Пољска                  | 1            | 10           | 48           | 59           | [ 17 ] |
| 017 | Западна Немачка[д]      | 1            | 8            | 29           | 38           | [ 18 ] |
| 018 | Канада                  | 1            | 7            | 42           | 50           | [ 19 ] |
| 019 | Русија[г]               | 1            | 6            | 24           | 31           | [ 20 ] |
| 020 | Алжир                   | 1            | 5            | 18           | 24           | [ 21 ] |
| 021 | Тајван                  | 1            | 3            | 42           | 46           | [ 22 ] |
| 022 | Чешка Република[ђ]      | 1            | 3            | 23           | 27           | [ 23 ] |
| 023 | Јужна Африка            | 1            | 2            | 13           | 16           | [ 24 ] |
| 024 | Босна и Херцеговина[е]  | 1            | 1            | 16           | 18           | [ 25 ] |
| 025 | Обала Слоноваче         | 1            | 1            | 2            | 4            | [ 26 ] |
| 026 | Израел                  | 0            | 10           | 49           | 59           | [ 27 ] |
| 027 | Мексико                 | 0            | 8            | 49           | 57           | [ 28 ] |
| 028 | Белгија                 | 0            | 7            | 41           | 48           | [ 29 ] |
| 029 | Југославија[е]          | 0            | 6            | 29           | 35           | [ 30 ] |
| 030 | Норвешка                | 0            | 5            | 38           | 43           | [ 31 ] |
| 031 | Грчка                   | 0            | 5            | 36           | 41           | [ 32 ] |
| 032 | Бразил                  | 0            | 4            | 44           | 48           | [ 33 ] |
| 033 | Индија[ж]               | 0            | 3            | 49           | 52           | [ 34 ] |
| 034 | Хонгконг                | 0            | 2            | 35           | 37           | [ 35 ] |
| 035 | Кина                    | 0            | 2            | 30           | 32           | [ 36 ] |
| 036 | Уједињено Краљевство[з] | 0            | 2            | 14           | 16           | [ 37 ] |
| 037 | Палестина[и]            | 0            | 2            | 9            | 11           | [ 38 ] |
| 038 | Исланд                  | 0            | 1            | 37           | 38           | [ 39 ] |
| 039 | Финска                  | 0            | 1            | 30           | 31           | [ 40 ] |
| 040 | Колумбија               | 0            | 1            | 25           | 26           |        |
| 041 | Перу                    | 0            | 1            | 23           | 24           | [ 41 ] |
| 042 | Чиле                    | 0            | 1            | 21           | 22           | [ 42 ] |
| 043 | Куба                    | 0            | 1            | 19           | 20           | [ 43 ] |
| 044 | Уругвај                 | 0            | [л]1         | 16           | [л]17        | [ 44 ] |
| 045 | Грузија[г]              | 0            | 1            | 15           | 16           | [ 45 ] |
| 046 | Естонија                | 0            | 1            | 14           | 15           | [ 46 ] |
| 047 | Македонија[е]           | 0            | 1            | 14           | 15           | [ 47 ] |
| 048 | Порторико[ј]            | 0            | 1            | 12           | 13           | [ 48 ] |
| 049 | Вијетнам                | 0            | 1            | 12           | 13           | [ 49 ] |
| 050 | Казахстан[г]            | 0            | 1            | 11           | 12           | [ 50 ] |
| 051 | Аустралија              | 0            | 1            | 10           | 11           |        |
| 052 | Непал                   | 0            | 1            | 8            | 9            | [ 51 ] |
| 053 | Камбоџа                 | 0            | 1            | 5            | 6            | [ 52 ] |
| 054 | Источна Немачка[д]      | 0            | 1            | 5            | 6            | [ 53 ] |
| 055 | Јордан                  | 0            | 1            | 3            | 4            |        |
| 056 | Никарагва               | 0            | 1            | 3            | 4            | [ 54 ] |
| 057 | Мауританија             | 0            | 1            | 1            | 2            | [ 55 ] |
| 058 | Португалија             | 0            | 0            | 33           | 33           |        |
| 059 | Румунија                | 0            | 0            | 32           | 32           |        |
| 060 | Египат[к]               | 0            | 0            | 31           | 31           |        |
| 061 | Филипини                | 0            | 0            | 28           | 28           |        |
| 062 | Јужна Кореја            | 0            | 0            | 28           | 28           |        |
| 063 | Бугарска                | 0            | 0            | 27           | 27           |        |
| 064 | Венецуела               | 0            | 0            | 26           | 26           |        |
| 065 | Хрватска                | 0            | 0            | 25           | 25           |        |
| 066 | Србија                  | 0            | 0            | 23           | 23           |        |
| 067 | Тајланд                 | 0            | 0            | 23           | 23           |        |
| 068 | Турска                  | 0            | 0            | 23           | 23           |        |
| 069 | Словачка                | 0            | 0            | 20           | 20           |        |
| 070 | Словенија               | 0            | 0            | 20           | 20           |        |
| 071 | Индонезија              | 0            | 0            | 18           | 18           |        |
| 072 | Либан                   | 0            | 0            | 13           | 13           |        |
| 073 | Луксембург              | 0            | 0            | 13           | 13           |        |
| 074 | Бангладеш               | 0            | 0            | 12           | 12           |        |
| 075 | Мароко                  | 0            | 0            | 12           | 12           |        |
| 076 | Авганистан              | 0            | 0            | 11           | 11           |        |
| 077 | Албанија                | 0            | 0            | 10           | 10           |        |
| 078 | Сингапур                | 0            | 0            | 10           | 10           |        |
| 079 | Доминиканска Република  | 0            | 0            | 9            | 9            |        |
| 080 | Киргистан               | 0            | 0            | 9            | 9            |        |
| 081 | Литванија               | 0            | 0            | 9            | 9            |        |
| 082 | Украјина                | 0            | 0            | 9            | 9            |        |
| 083 | Боливија                | 0            | 0            | 8            | 8            |        |
| 084 | Летонија                | 0            | 0            | 8            | 8            |        |
| 085 | Ирак                    | 0            | 0            | 7            | 7            |        |
| 086 | Азербејџан              | 0            | 0            | 6            | 6            |        |
| 087 | Пакистан                | 0            | 0            | 6            | 6            |        |
| 088 | Јерменија               | 0            | 0            | 5            | 5            |        |
| 089 | Костарика               | 0            | 0            | 5            | 5            |        |
| 090 | Еквадор                 | 0            | 0            | 5            | 5            |        |
| 091 | Ирска                   | 0            | 0            | 4            | 4            |        |
| 092 | Малезија                | 0            | 0            | 4            | 4            |        |
| 093 | Црна Гора               | 0            | 0            | 4            | 4            |        |
| 094 | Нови Зеланд             | 0            | 0            | 4            | 4            |        |
| 095 | Етиопија                | 0            | 0            | 3            | 3            |        |
| 096 | Косово                  | 0            | 0            | 3            | 3            |        |
| 097 | Монголија               | 0            | 0            | 3            | 3            |        |
| 098 | Панама                  | 0            | 0            | 3            | 3            |        |
| 099 | Тунис                   | 0            | 0            | 3            | 3            |        |
| 100 | Белорусија              | 0            | 0            | 2            | 2            |        |
| 101 | Камерун                 | 0            | 0            | 2            | 2            |        |
| 102 | Чад                     | 0            | 0            | 2            | 2            |        |
| 103 | Гренланд                | 0            | 0            | 2            | 2            |        |
| 104 | Гватемала               | 0            | 0            | 2            | 2            |        |
| 105 | Кувајт                  | 0            | 0            | 2            | 2            |        |
| 106 | Молдавија               | 0            | 0            | 2            | 2            |        |
| 107 | Саудијска Арабија       | 0            | 0            | 2            | 2            |        |
| 108 | Шри Ланка               | 0            | 0            | 2            | 2            |        |
| 109 | Таџикистан              | 0            | 0            | 2            | 2            |        |
| 110 | Бутан                   | 0            | 0            | 1            | 1            |        |
| 111 | Буркина Фасо            | 0            | 0            | 1            | 1            |        |
| 112 | ДР Конго                | 0            | 0            | 1            | 1            |        |
| 113 | Фиџи                    | 0            | 0            | 1            | 1            |        |
| 114 | Кенија                  | 0            | 0            | 1            | 1            |        |
| 115 | Малта                   | 0            | 0            | 1            | 1            |        |
| 116 | Парагвај                | 0            | 0            | 1            | 1            |        |
| 117 | Танзанија               | 0            | 0            | 1            | 1            |        |
| 118 | Јемен                   | 0            | 0            | 1            | 1            | [ 56 ] |

Напомене
Аплицирани филмови укључују оне дисквалификоване.
а^ : Италија има убројана два Специјална Оскара за Чистаче ципела (1946) и Крадљивци бицикла (1948), те Почасни Оскар подељен са Француском за Зидове Малапаге (1949).
б^ : Француска има убројан Специјални Оскар за Господина Венсан (1947), те два Почасна Оскара: један за Забрањене игре (1952) и један подељен са Италијом за Зидове Малапаге (1949).
в^ : Јапан има убројана три Почасна Оскара.
г1 2 3 4 : Совјетски Савез, који је све номинације имао за филмове на руском језику, номинован је последњи пут 1984. и формално се распао 26. децембра 1991. године. Русија, Грузија и Казахстан су једине постсовјетске државе номиноване за Оскара за најбољи филм на страном језику.
д1 2 3 : Источна Немачка је имала једину номинацију 1976, а Западна Немачка је била номинована последњи пут 1985. године. Две земље су се формално ујединиле 3. октобра 1990. године. Уједињена Немачка је од тада имала седам номинација, од којих су две биле победничке.
ђ1 2 : Чехословачка је била номинована први пут 1965. за филм на словачком језику. Пет осталих номинација, од којих је последња 1991, биле су за филмове на чешком језику. Некада комунистичка земља формално се распала на Чешку Републику и Словачку Републику 1. јануара 1993. године. Од тада, једино је Чешка Република била номинована у категорији „Филм на страном језику”.
е1 2 3 : Југославија је први пут номинована 1958. за филм на италијанском језику. Пет осталих номинација, од којих је последња 1985, биле су за филмове на српскохрватском језику. Некада комунистичка земља постепено се распадала током 1990-их година. Македонија и Босна и Херцеговина су једине постјугословенске државе номиноване за Оскара за најбољи филм на страном језику.
ж^ : Индијци су добили Оскар више пута. На пример: Бану Атаија је освојио први Оскар за Индију 1983. за Гандија, Сатјаџит Рај је добио Почасни Оскар 1992, а А. Р. Рахман је добио два Оскара за Милионера са улице 2009. године. Ниједан индијски филм још увек није добио награду у категорији „Филм на страном језику”.
з^ : Уједињено Краљевство има веома мало победа/номинација/апликација иако има плодну филмску индустрију. Ово је због тога што је велика већина британских филмова на енглеском језику и тако не може да се такмичи у категорији „Филм на страном језику”. Једина два британска филма номинована за Оскара за најбољи филм на страном језику били су филмови на велшком језику.
и^ : Рај сада (2005) био је прво номинован као апликација „Палестине” и представљен као такав на званичном сајту Академије. Међутим, након уложених протеста произраелских група у САД, Академија је одлучила да га означи као апликацију из „Палестинске Самоуправе” — што је режисер филма Хани Абу-Асад оштро осудио. Током доделе Оскара, филм је на крају најавио водитељ Вил Смит као апликацију „Палестинских територија”.
ј^ : Иако се филмови продуцирани унутар САД не могу разматрати у категорији „Филм на страном језику”, они продуцирани на Острвским територијама САД могу. Порторико, неинкорпорисана територија САД, тако је могао добити номинацију за Шта се десило Сантијагу (1989). Међутим, ово правило се променило 2011. године, када су забрањене апликације Порторика.
к^ : Од 1966. до 1971. године, апликант је била Уједињена Арапска Република. Године 1961, ова унија Египта и Сирије се распала. Сирија још увек није аплицирала у категорији „Филм на страном језику”.
л^ : Ово није званична номинација. Након што су номинације објављене, обзнањена је информација да је Место у свету (1992) комплетно продуциран у Аргентини, те да је уметничка продукција била недовољно под контролом Уругваја. Филм је проглашен неподобним и избачен са коначног гласања.

#### Апликације по годинама
| Год. | №  | Ф  | Земље које су аплицирале по први пут                                           |
| ---- | -- | -- | ------------------------------------------------------------------------------ |
| 1956 | 29 | 8  | Данска, Француска, Западна Немачка, Италија, Јапан, Филипини, Шпанија, Шведска |
| 1957 | 30 | 12 | Гренланд, Индија, Мексико, Норвешка, Република Кина                            |
| 1958 | 31 | 10 | Египат, Југославија                                                            |
| 1959 | 32 | 13 | Хонгконг, Холандија, Пакистан, Сингапур                                        |
| 1960 | 33 | 12 | Бразил                                                                         |
| 1961 | 34 | 13 | Аргентина, Аустрија, Швајцарска                                                |
| 1962 | 35 | 13 | Јужна Кореја                                                                   |
| 1963 | 36 | 14 | Пољска, Совјетски Савез                                                        |
| 1964 | 37 | 18 | Чехословачка, Израел, Турска                                                   |
| 1965 | 38 | 15 | Мађарска                                                                       |
| 1966 | 39 | 19 | Румунија                                                                       |
| 1967 | 40 | 16 | Белгија, Перу                                                                  |
| 1968 | 41 | 18 |                                                                                |
| 1969 | 42 | 24 | Алжир                                                                          |
| 1970 | 43 | 13 |                                                                                |
| 1971 | 44 | 20 | Бугарска, Канада                                                               |
| 1972 | 45 | 22 | Кувајт                                                                         |
| 1973 | 46 | 20 | Источна Немачка, Финска                                                        |
| 1974 | 47 | 19 |                                                                                |
| 1975 | 48 | 21 |                                                                                |
| 1976 | 49 | 23 | Обала Слоноваче                                                                |
| 1977 | 50 | 24 | Иран, Мароко, Венецуела                                                        |
| 1978 | 51 | 19 | Куба, Либан                                                                    |
| 1979 | 52 | 23 | Кина                                                                           |
| 1980 | 53 | 26 | Камерун, Колумбија, Исланд, Португалија                                        |
| 1981 | 54 | 25 |                                                                                |
| 1982 | 55 | 25 | Никарагва                                                                      |
| 1983 | 56 | 26 | Доминиканска Република                                                         |
| 1984 | 57 | 32 | Тајланд                                                                        |
| 1985 | 58 | 30 |                                                                                |
| 1986 | 59 | 32 | Порторико                                                                      |
| 1987 | 60 | 30 | Индонезија                                                                     |
| 1988 | 61 | 31 |                                                                                |
| 1989 | 62 | 37 | Буркина Фасо, Јужна Африка                                                     |
| 1990 | 63 | 37 | Чиле, Немачка                                                                  |
| 1991 | 64 | 34 | УК                                                                             |
| 1992 | 65 | 33 | Хрватска, Естонија, Казахстан, Летонија, Русија, Уругвај                       |
| 1993 | 66 | 35 | Словачка, Словенија, Вијетнам                                                  |
| 1994 | 67 | 46 | Белорусија, Босна и Херцеговина, Камбоџа, Чешка, Гвам, Македонија, Србија      |
| 1995 | 68 | 41 | Боливија, Тунис                                                                |
| 1996 | 69 | 39 | Албанија, Аустралија, Грузија                                                  |
| 1997 | 70 | 44 | ДР Конго, Луксембург, Украјина                                                 |
| 1998 | 71 | 45 | Киргистан                                                                      |
| 1999 | 72 | 47 | Бутан, Непал, Таџикистан                                                       |
| 2000 | 73 | 46 | Еквадор                                                                        |
| 2001 | 74 | 51 | Јерменија, Танзанија                                                           |
| 2002 | 75 | 54 | Авганистан, Бангладеш, Чад                                                     |
| 2003 | 76 | 56 | Монголија, Палестина, Шри Ланка                                                |
| 2004 | 77 | 51 | Малезија                                                                       |
| 2005 | 78 | 63 | Костарика, Ирак, Фиџи                                                          |
| 2006 | 79 | 63 | Литванија                                                                      |
| 2007 | 80 | 63 | Азербејџан, Ирска                                                              |
| 2008 | 81 | 67 | Јордан                                                                         |
| 2009 | 82 | 67 |                                                                                |
| 2010 | 83 | 66 | Гренланд, Етиопија                                                             |
| 2011 | 84 | 63 | Нови Зеланд                                                                    |
| 2012 | 85 | 71 | Кенија                                                                         |
| 2013 | 86 | 76 | Молдавија, Црна Гора, Саудијска Арабија                                        |
| 2014 | 87 | 83 | Република Косово, Малта, Мауританија, Панама                                   |
| 2015 | 88 | 82 | Парагвај                                                                       |
| 2016 | 89 | 89 | Јемен                                                                          |